# Gerald Edelman
Gerald Maurice Edelman, ameriški zdravnik imunolog, embriolog, nevroznanstvenik in akademik judovskega rodu, nobelovec, * 1. julij 1929, New York, New York, Združene države Amerike, † 17. maj 2014, La Jolla, Kalifornija.
Najbolj znan je po svojem zgodnjem delu na področju imunologije, kjer je razvozlal kemično zgradbo protiteles. Za to delo je leta 1972 z Rodneyjem Porterjem, ki je neodvisno od njega prišel do istega odkritja, prejel Nobelovo nagrado za fiziologijo ali medicino. Kasneje se je posvetil drugim področjem, najprej embriologiji in nato nevroznanosti ter filozofiji uma, kjer je prav tako prispeval več prelomnih odkritij. Večino svoje kariere je deloval na Univerzi Rockefeller v New Yorku.

## Življenjepis
Odraščal je v New Yorku, v družini zdravnika Edwarda Edelmana in njegove žene Anne Freedman, ki je delala v zavarovalništvu. V mladosti je igral violino, a je namesto poklicne glasbene poti po diplomi na zasebnem kolidžu Ursinus izbral študij medicine na Univerzi Pensilvanije. Po pridobitvi naziva leta 1954 je opravil pripravništvo v Splošni bolnišnici Massachusettsa v Bostonu, nato pa tri leta služil v sanitetnem štabu Kopenske vojske Združenih držav Amerike v Parizu. V tem času se je poročil z Maxine Morrison, s katero je imel tri otroke.
Po vrnitvi v domovino je vpisal doktorski študij kemije na Rockefellerjevem inštitutu za medicinske raziskave (kasneje preoblikovanem v Univerzo Rockefeller) in leta 1960 obranil doktorsko disertacijo, nakar je na isti ustanovi ostal kot raziskovalec in predavatelj. Leta 1963 je bil izvoljen za prodekana za študijske zadeve na Univerzi Rockefeller, to delo je opravljal do leta 1966, ko je postal profesor.

### Delo na področju imunologije
Usmeril se je v imunologijo in se lotil takrat najpomembnejšega nerešenega vprašanja tega področja: kaj omogoča protitelesom specifično vezavo na strašansko raznolike antigene iz okolja, kar sproži tarčen imunski odziv. Menil je, da se odgovor skriva v natančni zgradbi te molekule. Najprej mu je uspelo z redukcijo disulfidnih vezi razcepiti protitelesa na strukturne enote in dokazati, da so grajeni iz dveh enakih težkih ter dveh enakih lahkih verig. Do leta 1969 je  vzporedno s Porterjem razvozlal še natančno zaporedje okrog 1300 aminokislin, kolikor jih gradi to molekulo pri ljudeh. Za podvig je bilo ključno njegovo medicinsko ozadje, s kolegom Josephom Gallyjem je namreč odkril večjo količino homogenih lahkih enot protitelesa v urinu nekega bolnika z mielomom, kar je omogočilo analizo s takrat dostopnimi biokemičnimi metodami, za razliko od raznolike mešanice teh molekul v krvi. To je bil eksperimentalen dokaz za teorijo, da imajo protitelesa stabilen strukturni del in močno variabilen del za vezavo z antigeni po načelu ključ-ključavnica, ter potrditev hipoteze, da ima variabilnost genetsko ozadje. Mehanizem tvorjenja variabilnega mesta za vezavo z antigenom iz omejenega nabora genov so kasneje opisali drugi raziskovalci.

### Kasnejše delo
V 1970. letih se je aktivnost njegove skupine na Univerzi Rockefeller razširila na beljakovine, ki vežejo ogljikove hidrate, medcelične stike in embrionalni razvoj tkiv. Odkril je nov razred transmembranskih beljakovin, celične adhezivne molekule, ki tvorijo medcelične stike.
Tudi to je bilo pomembno odkritje, vendar je v tistih letih Edelmana že pritegnil izziv nevrobiologije oz. možgan kot biološke osnove za um in zavest, zato se je do 1980. let povsem preusmeril na to področje. Gradil je na svojem predhodnem delu in živčevje primerjal s sistemom pridobljene imunosti, saj gre v obeh primerih za sistema, ki sta pri vsakem posamezniku izpostavljena drugačnemu okolju in se spreminjata vse življenje. V naslednjih treh desetletjih je razvil svojo teorijo »nevralnega darvinizma« – po tej teoriji naj bi v populaciji živčnih celic potekal podoben proces nastajanja raznolikih povezav in nato njihova selekcija na podlagi zunanjih dražljajev kot to velja za populacijo protiteles. Zavrnil je podobo možgan kot računalnika in se namesto tega osredotočil na dinamičnost in plastičnost sistema.
Za raziskave na tem področju je leta 1981 ustanovil Inštitut za nevroznanosti (The Neurosciences Institute, NSI), ki se je leta 1992 preselil v namensko zgrajen kompleks v kampusu Scrippsovega raziskovalnega inštituta v La Jolli (del mestnega območja San Diega, Kalifornija). NSI je vodil po načelu, da dosegajo raziskovalci najboljše rezultate, če niso neposredno obremenjeni s financiranjem in objavljanjem, zato je večjidel sam skrbel za pridobivanje sredstev, sicer razmeroma skromnih. Poleg tega je tudi predaval na Scrippsovem inštitutu in deloval kot vodja oddelka za nevrobiologijo. Svojo teorijo je opisal v vrsti znanstvenih člankov in več knjigah, ki pa so v strokovni javnosti naleteli na mešan odziv, predvsem zaradi izrazito zgoščenega sloga, ki je bil celo marsikomu iz stroke nerazumljiv. Nastalo je tudi znamenito rivalstvo med njim in nobelovcem Francisom Crickom (soodkriteljem zgradbe DNA, ki se je prav tako v kasnejšem obdobju kariere preusmeril v nevroznanost), ki je razvil nekoliko drugačno filozofijo uma.
V zadnjih letih je trpel za rakom prostate in Parkinsonovo boleznijo. Kljub temu je Inštitut za nevroznanosti, ki se je leta 2012 ločil od Scrippsovega inštituta, vodil praktično do svoje smrti leta 2014. 

## Dela
Svoja odkritja je opisal v več kot petsto znanstvenih člankih, svojo filozofijo uma in teorijo razvoja osrednjega živčevja pri posamezniku pa je razdelal tudi v vrsti strokovnih knjig, med njimi:
- The Mindful Brain (1978), z Vernonom B. Mountcastlom
- Neural Darwinism (1987)
- Topobiology: An Introduction to Molecular Embryology (1988)
- The Remembered Present (1989)
- Bright Air, Brilliant Fire (1993)
- A Universe of Consciousness (2000), z Giulijem Tononijem
- Wider than the Sky (2004)
- Second Nature (2006)

## Priznanja
Okrog odkritja natančne zgradbe protiteles je hitro nastalo živahno raziskovalno področje, ki je omogočilo viden napredek klinične imunologije. Zanj sta Edelman in Porter že nekaj let po objavi aminokislinskega zaporedja prejela Nobelovo nagrado za imunologijo in medicino. Edelman je prejel tudi vrsto manjših priznanj, kot sta medalja Linusa Paulinga, ki jo podeljuje Univerza Stanford za izjemne prispevke znanosti, in Buchmanova spominska nagrada Kalifornijskega tehnološkega inštituta.
Izvoljen je bil za člana Ameriške akademije umetnosti in znanosti ter Nacionalne akademije znanosti ZDA. Več univerz, med njimi Univerza v Bologni in Diderotova univerza v Parizu, mu je podelilo častne ali zaslužne doktorate.